# 恩庫曼多戈
恩庫曼多戈（法語：N'Koumandougou），是馬里的城鎮，位於該國中部，由塞古區的塞古省負責管轄，面積2,040平方公里，海拔高度267米，2009年人口14,237，人口密度每平方公里7.0人。